# La Uvita (ort)
La Uvita är en ort i Colombia.   Den ligger i departementet Boyacá, i den centrala delen av landet, 250 km nordost om huvudstaden Bogotá. La Uvita ligger 2 496 meter över havet och antalet invånare är 1 708.
Terrängen runt La Uvita är bergig åt sydost, men åt nordväst är den kuperad. Terrängen runt La Uvita sluttar västerut. Runt La Uvita är det ganska glesbefolkat, med 45 invånare per kvadratkilometer. Närmaste större samhälle är Soatá, 13,3 km väster om La Uvita. I omgivningarna runt La Uvita växer i huvudsak städsegrön lövskog.